# USA:s herrlandslag i basket
USA:s herrlandslag i basket representerar USA i basket på herrsidan.

## Historik
USA har dominerat den olympiska basketturneringen sedan starten 1936. Laget var obesegrat fram tills 1972 då man i slutsekunden föll mot Sovjetunionen. 1992 fick laget namnet Dream Team då NBA-proffsen deltog för första gången, sedan FIBA 1989 ändrat reglerna. Det amerikanska basketlandslaget har dock ofta en undanställd roll till den nordamerikanska proffsligan NBA, varav man inte alltid kunnat hävda sig på samma sätt vid världsmästerskap. 2006 förlorade USA VM-semifinalen mot Grekland i Japan med 95-101. Såväl 2010 som 2014 blev USA dock återigen världsmästare.

## Meriter
- Världsmästerskap: 
  - VM-guld: 1954, 1986, 1994, 2010, 2014
  - VM-silver: 1950, 1959, 1982
  - VM-brons:  1974, 2006, 1998, 1990
- Olympiska spelen: 
  - OS-guld: 1936, 1948, 1952, 1956, 1960, 1964, 1968, 1976, 1984, 1992, 1996, 2000, 2008, 2012, 2016, 2020, 2024
  - OS-silver: 1972
  - OS-brons: 1988, 2004